# 주쿄 천황
주쿄 천황(일본어: 仲恭天皇, 1218년 10월 30일 ~ 1234년 6월 18일)은 일본의 제85대 천황이다.

## 개요
준토쿠 천황의 장남이며, 어머니는 구조 요시쓰네(九条良経)의 딸인 릿시(立子)이다. 황위에 오르기 전의 이름은 카네나리 친왕(懐成親王)이었다. 조큐의 난으로 재위 78일만에 폐위되었으며 역대 천황 가운데 재위 기간이 가장 짧은 천황이다.
폐위 후 구조 폐제(九条廃帝), 조큐의 폐제(承久の廃帝)로 불렸으나 폐위 650년만인 1870년(메이지 3년) 주쿄(仲恭) 천황으로 추존되었다. 

## 생애
중궁 소생의 적통 황자로서 태어났으며, 생후 한달이 지난 11월 26일 태자로 책봉되었다.
아버지 준토쿠 천황이, 할아버지인 고토바 천황과 함께 가마쿠라 막부의 집권 가문인 호조씨 토벌을 위해 거병한 조큐의 난에 참가하기 위해 거병하자, 1221년(조큐 3년) 4월 20일 양위를 받아 4세의 나이에 즉위하였다.
같은 해 할아버지인 고토바 천황이 조큐의 난에서 호조 야스토키가 이끄는 막부군에 패배하면서, 고토바 천황과 준토쿠 천황은 각각 오키와 사도에, 백부인 쓰치미카도 천황도 자원해서 도사에 유배되었다.

### 폐위
7월 9일, 막부에 의해 폐위되었다. 뒤를 이어 다카쿠라 천황의 제2황자인 모리사다 친왕의 셋째 아들인 도요히토가 고호리카와 천황으로 즉위하였다.
주쿄 천황의 나이가 어리고 섭정 쇼군인 구조 요리쓰네의 사촌임을 감안할 때, 주쿄 천황의 폐위는 예상 밖의 일이었다. 고토바 천황의 거병을 비난한 승려 지엔 조차, 막부에 주쿄 천황의 복위를 바라는 원문을 받치기도 했다.
폐위후, 어머니의 친정인 셋쇼가 구조 미치이에의 저택에 머물다가 1234년 17세의 나이로 사망했다.

## 가계도
- 아버지 : 준토쿠 천황(順徳天皇, 1197 ~ 1241) : 제84대 천황
- 어머니 : 구조 릿시(九条立子, 1192 ~ 1248) : 구조 요시쓰네의 딸
  - 비(妃) : 우쿄다이부노 츠보네(右京大夫局) - 세이케이(性慶)의 딸
    - 황녀 : 카토쿠몬인/와토쿠몬인(和徳門院) 기시 내친왕(義子 内親王, 1234 ~ 1289)

## 같이 보기
- 일본 천황